# Turkmenistan i olympiska sommarspelen 1996
Turkmenistan deltog i de olympiska sommarspelen 1996 med en trupp bestående av sju deltagare, men ingen av landets deltagare erövrade någon medalj.

## Bordtennis
Damsingel
- Aida Steshenko

## Boxning
Lätt mellanvikt
- Shokhrat Kourbanov
  - Första omgången — Förlorade mot Roger Pettersson (Sverige) på poäng (2-7)

## Brottning
Lätt tungvikt, grekisk-romersk stil
- Rozy Rejepov

## Friidrott
Herrarnas längdhopp
- Vladimir Malyavin
  - Kval — ingen notering (→ gick inte vidare)

## Judo
Damernas extra lättvikt
- Galina Atayeva

Damernas halv tungvikt
- Olesya Nazarenko